# IV: Malice
IV: Malice är det tredje fullängdsalbumet av det grekiska black metal-bandet Necromantia från Aten. Det gav ut som CD år 2000 av sångaren George Zaharopoulos eget skivbolag Black Lotus Records. Text och musik är skriven av Necromantia utom texten till "Invictus" som är skriven av den engelska 1800-talspoeten William Ernest Henley. En numrerad vinylutgåva om 666 exemplar gavs ut 2002 av Ledo Takas Records, med Omen-covern "Death Rider" som bonusspår. En nyutgåva av CD:n gjordes 2005, då med Running Wild-covern "Mordor" som bonusspår.

## Låtlista
1. The Blair Witch Cult - 4:12
2. Those Who Never Sleep - 6:25
3. Disciples Of Sophia (The Templars) - 5:55
4. Murder, Magic And Tears - 5:03
5. Invictus - 7:38
6. Malice - 8:07
7. Circle Of Burned Doves - 5:48

Total speltid 43:08 
- Death Rider - Omen-cover, bonus på vinylutgåvan 2002
- Mordor - Running Wild-cover, bonus på CD-utgåvan 2005

## Banduppsättning
- The Magus (George Zaharopoulos), sång, bas
- Baron Blood (Makis), 8-strängad bas, bassolon

### Gästmusiker
- Iraklis Gialatsides – keyboard
- Yiannis Fiorentis gitarr